# Сабит (село)
Сабит (каз. Сәбит) — село в Жамбылском районе Северо-Казахстанской области Казахстана. Входит в состав Майбалыкского сельского округа. Код КАТО — 594649600.

## Население
В 1999 году население села составляло 204 человека (113 мужчин и 91 женщина). По данным переписи 2009 года, в селе проживало 155 человек (76 мужчин и 79 женщин).

## География
В 2,5 км юго-восточнее села находится озеро Жельдыколь.

## Известные уроженцы
Муканов, Сабит Муканович (1900—1973) - казахский и советский классик казахской литературы, писатель-академик, общественный деятель.
Музей Сабита Муканова открыт в 1990 году в доме брата. Сборка дома была произведена самим С. Мукановым и его двоюродным братом Ш. Мустафиным.